# Samuel Scheps
Samuel Scheps (* 19. Mai 1904 in Łódź, Kongresspolen; † 15. November 1999 in Genf) war ein Schweizer Zionist, Fluchthelfer und Publizist.

## Leben
Scheps wurde als Sohn eines Industriellen in Łódź, dem damaligen Kongresspolen, geboren. Von 1921 bis 1922 studierte er Philologie und Geschichte in Krakau; von 1922 bis 1924 Geschichte, Nationalökonomie und Rechte an der Friedrich-Wilhelm-Universität Berlin. 1924 wechselte er an die Universität Basel, wo er Wirtschaftswissenschaften, Rechte, Geschichte und Philosophie studierte und 1926 seine Dissertation zur Währungs- und Notenbankpolitik der Republik Polen einreichte. Nachdem er 1927 seinen Doktortitel erhalten hatte, heiratete er 1928 Lily Scheps, mit der er drei Kinder hatte: Dorith (* 1930), Marc (* 1932) und Ruth (* 1945). 1931 erhielt er das Bürgerrecht vom Kanton Basel-Stadt. 1999 verstarb Scheps in Genf.
Der Nachlass von Scheps gelangte nach seinem Tod von seiner Tochter Dorith über Professor Heiko Haumann des Historischen Seminars der Universität Basel ins Institut für Jüdische Studien derselben. Nach einem Wasserschaden gelangte er dann ins Archiv für Zeitgeschichte der ETH Zürich. Die Bibliothek von Samuel Scheps wurde allerdings nicht übernommen, sondern befindet sich weiterhin in Basel. Die Unterlagen zum Schweizerischen Zionistenverband sind einzigartig und illustrieren die Verbandsgeschichte sowie die Geschichte zahlreicher lokaler zionistischer Vereinigungen in der Schweiz in den 1920er-Jahren. Ausserdem enthält der Bestand Dokumente zur Biografie sowie viel Korrespondenz mit zionistischen Persönlichkeiten zu verschiedenen Themen. Nicht enthalten sind die Unterlagen zur Tätigkeit im Palästinaamt. Diese sind jedoch nicht dem Wasserschaden zum Opfer gefallen, sondern eventuell schon vor längerer Zeit einem anderen Archiv übergeben worden. Unter anderem befindet sich in den Central Zionist Archives in Jerusalem ein Teilnachlass von Samuel Scheps (A496).

### Zionismus
Seit Mitte der 1920er-Jahre war Scheps engagierter Zionist. Von 1928 bis 1946 war er Vizepräsident des Schweizerischen Zionistenverbandes, seit 1935 Leiter des Jüdischen Nationalfonds der Schweiz und ausserdem von 1937 bis 1946 Direktor des schweizerischen Palästinaamts, einer Dienststelle der Jewish Agency, welche die Auswanderung nach Palästina organisierte. Mit Kriegsbeginn wurde dieses Amt von Basel nach Genf verlegt, von wo aus Scheps ab diesem Zeitpunkt wirkte.
Scheps leistete einen grossen Beitrag zur Zusammenarbeit der jüdischen Gemeinden West- und Osteuropas. Er gründete Ivri Houg für hebräische und jüdische Kultur und war ebenfalls an der Gründung eines Komitees beteiligt, woraus die The Swiss Friends of the Hebrew University (CHFHU) entstanden.
Zur Zeit des Nationalsozialismus wurde Scheps zu einer wichtigen Person der Flüchtlingshilfe. Er arbeitete an der Beschaffung von Zertifikaten und Geld für die Ausreise zahlloser Familien und Einzelpersonen und organisierte fünf Rettungsschiffe. Sein eigenes Leben aufs Spiel setzend, reiste er durch Deutschland und andere besetzte Staaten (Österreich, Ungarn, Rumänien, Jugoslawien), um Möglichkeiten zur Ausreise zu verhandeln. Er war ausserdem 1942 einer der ersten, die vom deutschen Industriellen Eduard Schulte (1891–1966) von der «Endlösung der Judenfrage» erfuhren. 1945 half er bei der Suche nach Überlebenden und arbeitete aktiv bei der Organisation der ersten grossen Nachkriegsalija (Einreise nach Palästina) mit.
1946 trat er von allen öffentlichen Ämtern zurück.

### Wirtschaft und Publizistik
1946 gründete Scheps in Genf die Firma Scopa SA, die für den Import israelischer Produkte in die Schweiz zuständig war. Er leitete diese bis 1962. Im Jahr 1959 war er Mitbegründer der Banque de Crédit International (ICB) in Genf und wurde Vizepräsident des Verwaltungsrates.
Er ist ausserdem Autor zahlreicher Artikel, Essays und Monografien betreffend Ökonomie, Geschichte, Literatur und Philosophie. Diese wurden jeweils in Deutsch, Polnisch, Hebräisch oder Französisch verfasst. Dabei richtete er besonderen Fokus auf alle Formen der kulturellen Osmose zwischen polnischen Juden und der polnischen Gesellschaft um diese herum. Ausserdem fasste er seine Tätigkeiten zur Rettung der europäischen Juden zwischen 1933 und 1945 in seinem Artikel Bâle, Genève et Istanbul – Centres de sauvetage et d’Aliya 1933–1945 zusammen.
Scheps erhielt verschiedene Ehrungen. So wurde er zum Beispiel 1970 zum Honorary Governor der Hebräischen Universität Jerusalem oder 1994 zum Ehrenpräsidenten des Schweizerischen Zionistenverbandes erklärt.

## Schriften (Auswahl)
- Die Währungs- und Notenbankpolitik der Republik Polen. Helbing & Lichtenhahn, Basel 1926.
- Der monetäre Aspekt der schweizerischen Konjunkturpolitik: Koreferat an der Jahresversammlung der Schweizerischen Gesellschaft für Volkswirtschaft und Statistik. 1963.